# Jazz & Blues Festival de Gouvy
Le Jazz & Blues Festival de Gouvy est un évènement musical de renommée internationale qui se tient chaque premier week-end d'août à Gouvy, en Belgique depuis le 5 août 1978.

## Histoire du festival

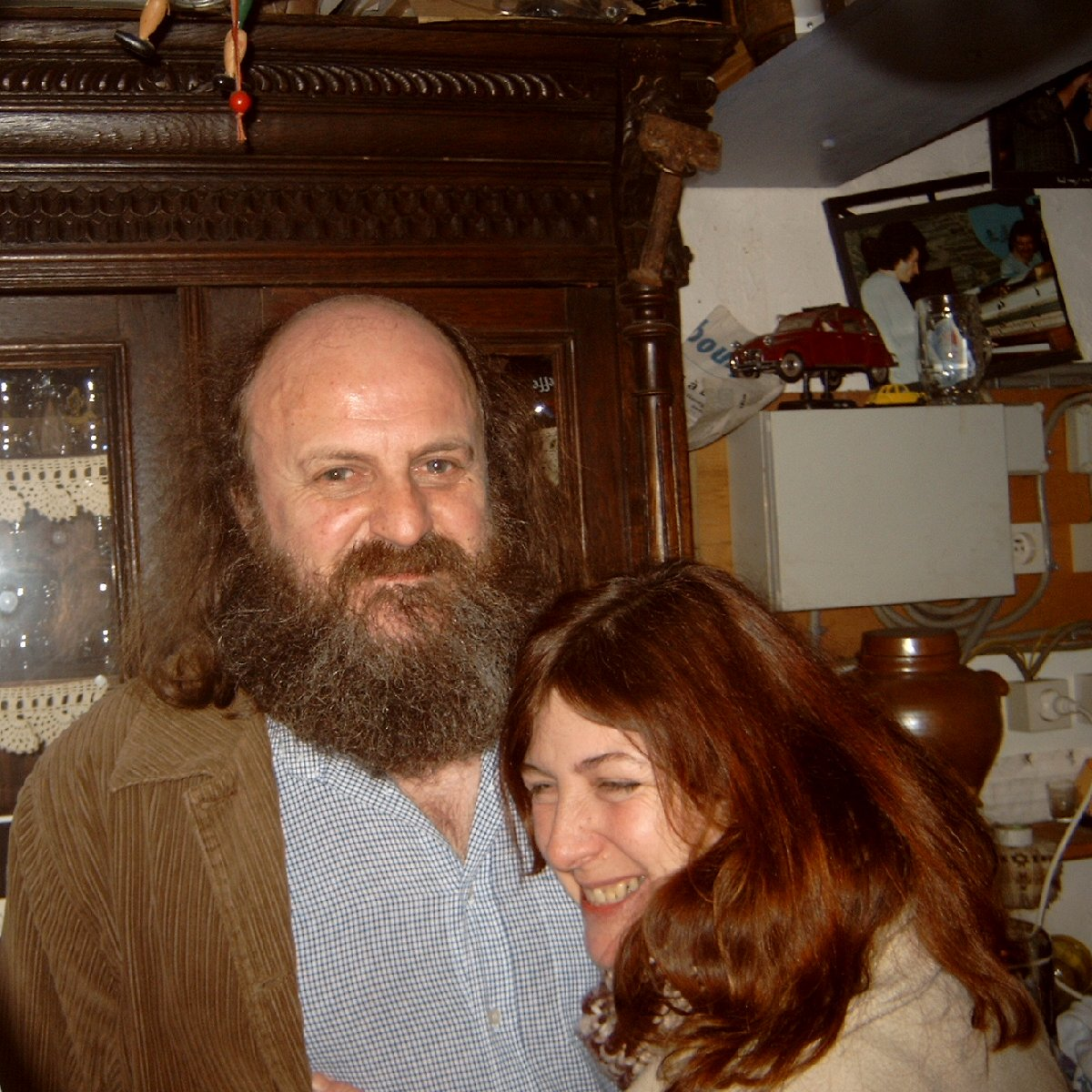
Claude Lentz et son épouse

Historiquement, le Festival de Comblain-la-Tour, créé en 1959, est le premier festival de jazz jamais créé en Belgique, mais le Jazz & Blues Festival de Gouvy est sans nul doute le plus grand par sa longévité. Cet événement fut créé par Claude Lentz, mieux connu sous le nom de Claudy.
Baignant dans la musique depuis sa tendre enfance, Claudy a été tout naturellement séduit par la magie de la musique et par le milieu fascinant des musiciens. C'est en juin 1969 que Claudy a suivi les chemins tortueux de l'organisation de concerts, en invitant le groupe William Tay and the Rockets. Si depuis cette époque, celui-ci a gardé toute sa verve et son énergie, c'est son fils, Benjamin, qui reprend doucement le flambeau.
Cette manifestation se déroule à Sterpigny, un petit village de la commune de Gouvy, au mois d'août et il rassemble des formations venues du monde entier. Certains groupes en tournée se font même une obligation de s'arrêter à Gouvy lors de leur passage en Belgique.
La création d'un festival de jazz au fin fond de l'Ardenne relevant du défi, l'engouement du public ne fut pas toujours au rendez-vous. Toutefois, grâce au soutien des amateurs de musique et de la population locale, le Jazz & Blues Festival fut reconduit tous les ans, excepté les années 1982 et 1983.
C'est le saxophoniste américain Johnny Griffin qui est à l'origine du slogan du festival, Gouvy is Groovy, du mot anglais groove, indiquant la magie ressentie lors du festival.

## Liste des invités
En fonction de l'affiche, le festival s'est déroulé sur deux ou trois jours. Depuis 1993, il dure invariablement trois jours, les deux premiers jours étant réservés au jazz et le troisième au blues. 
De 1978 à 2011 se succédèrent :

### De1978à1979

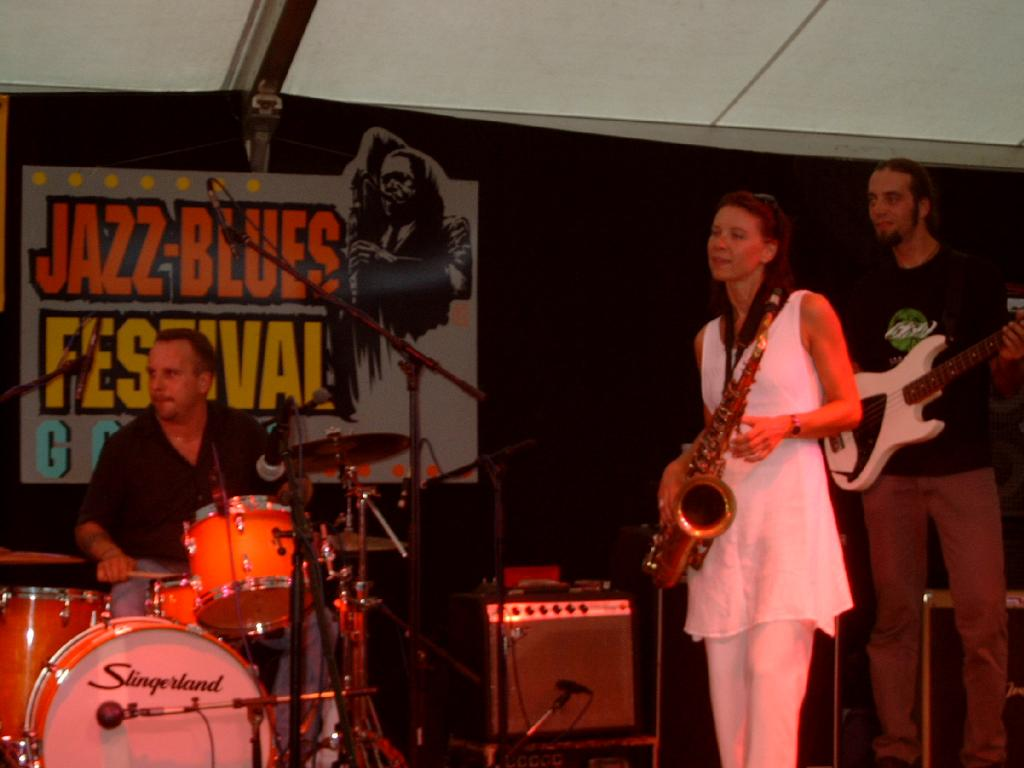
Maxwell Street Blues Band (B)

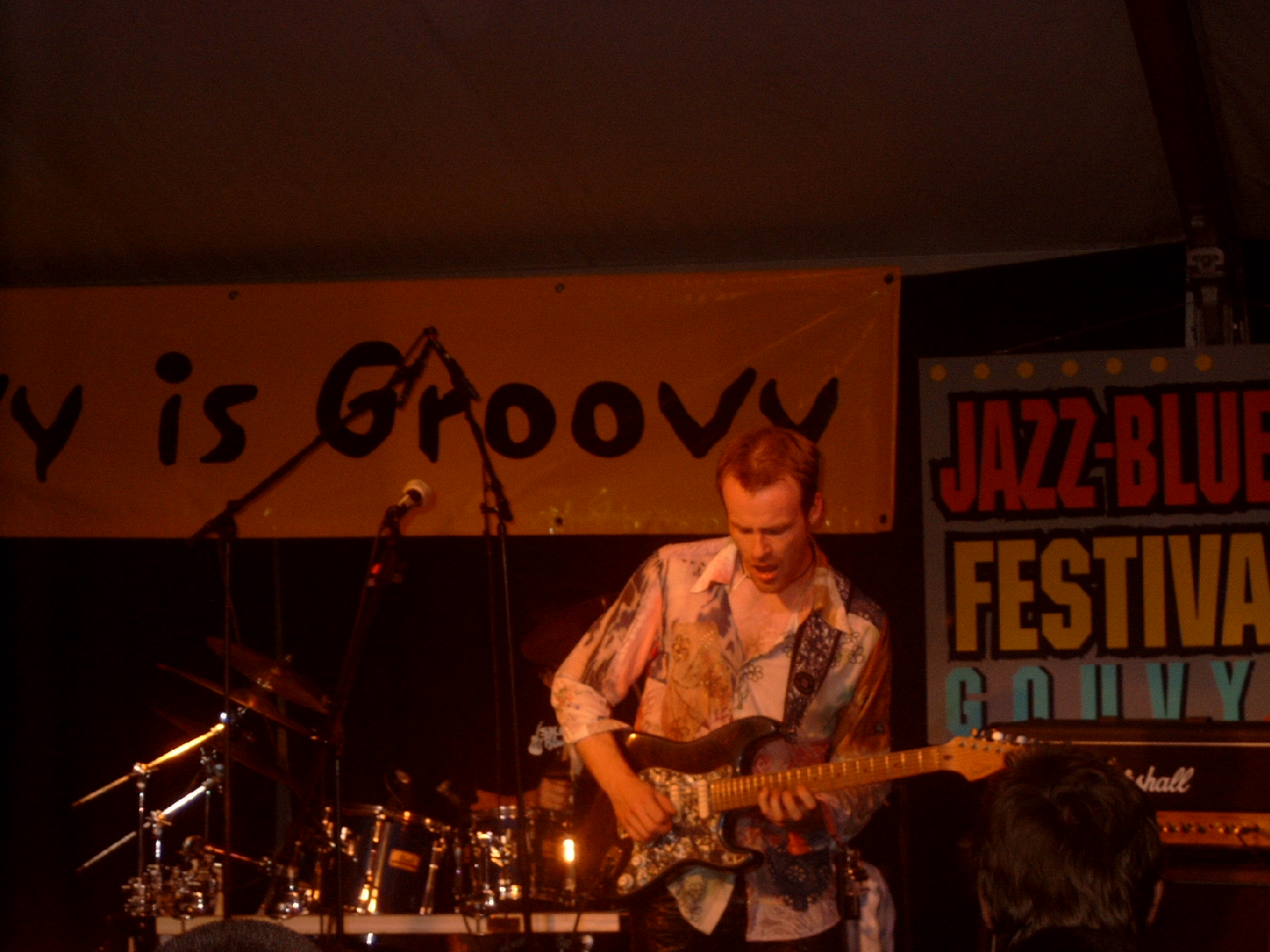
Ten Years After : le chanteur Joe Gooch (UK)

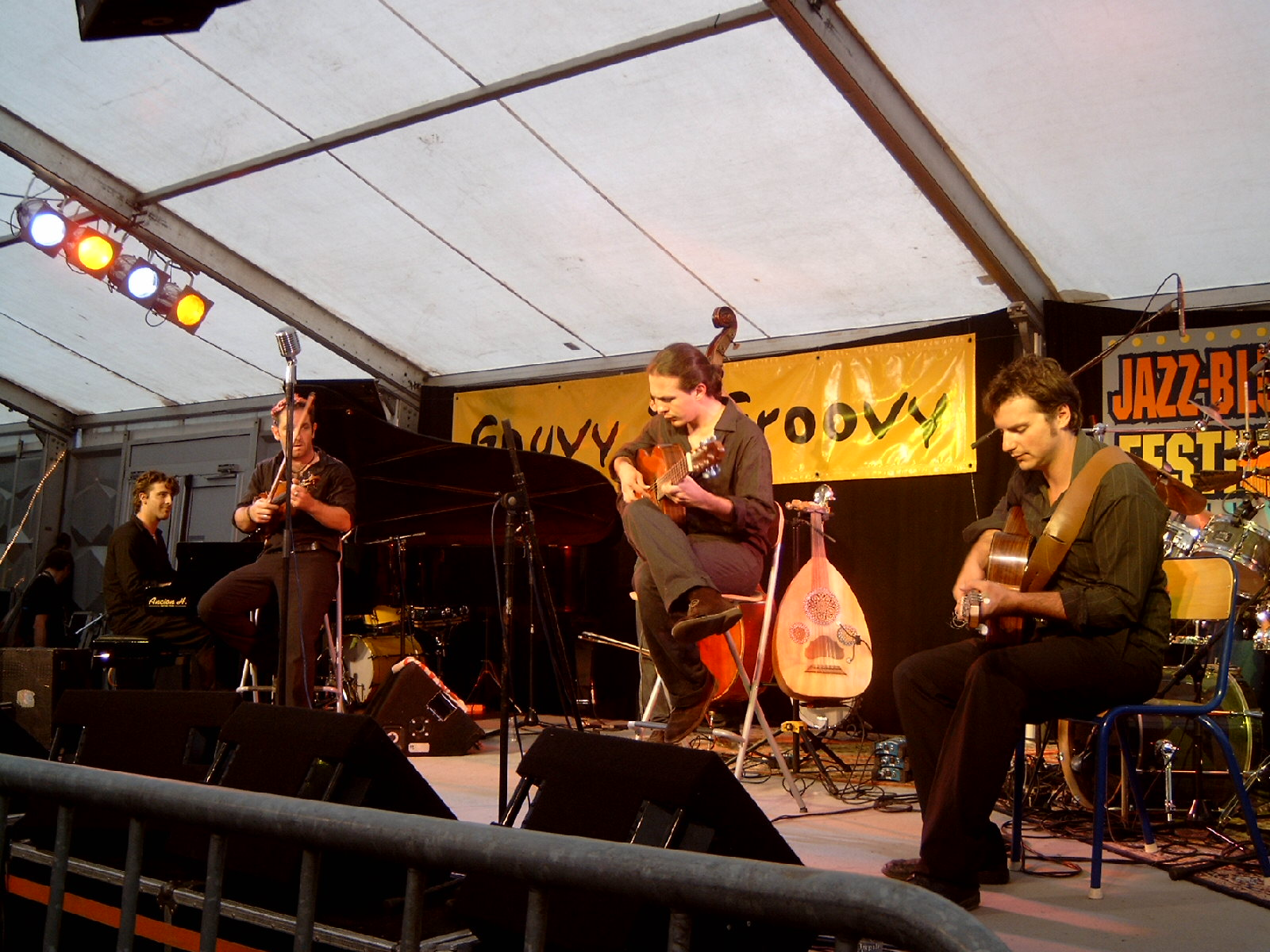
Le groupe marseillais Poum Tchack (F)

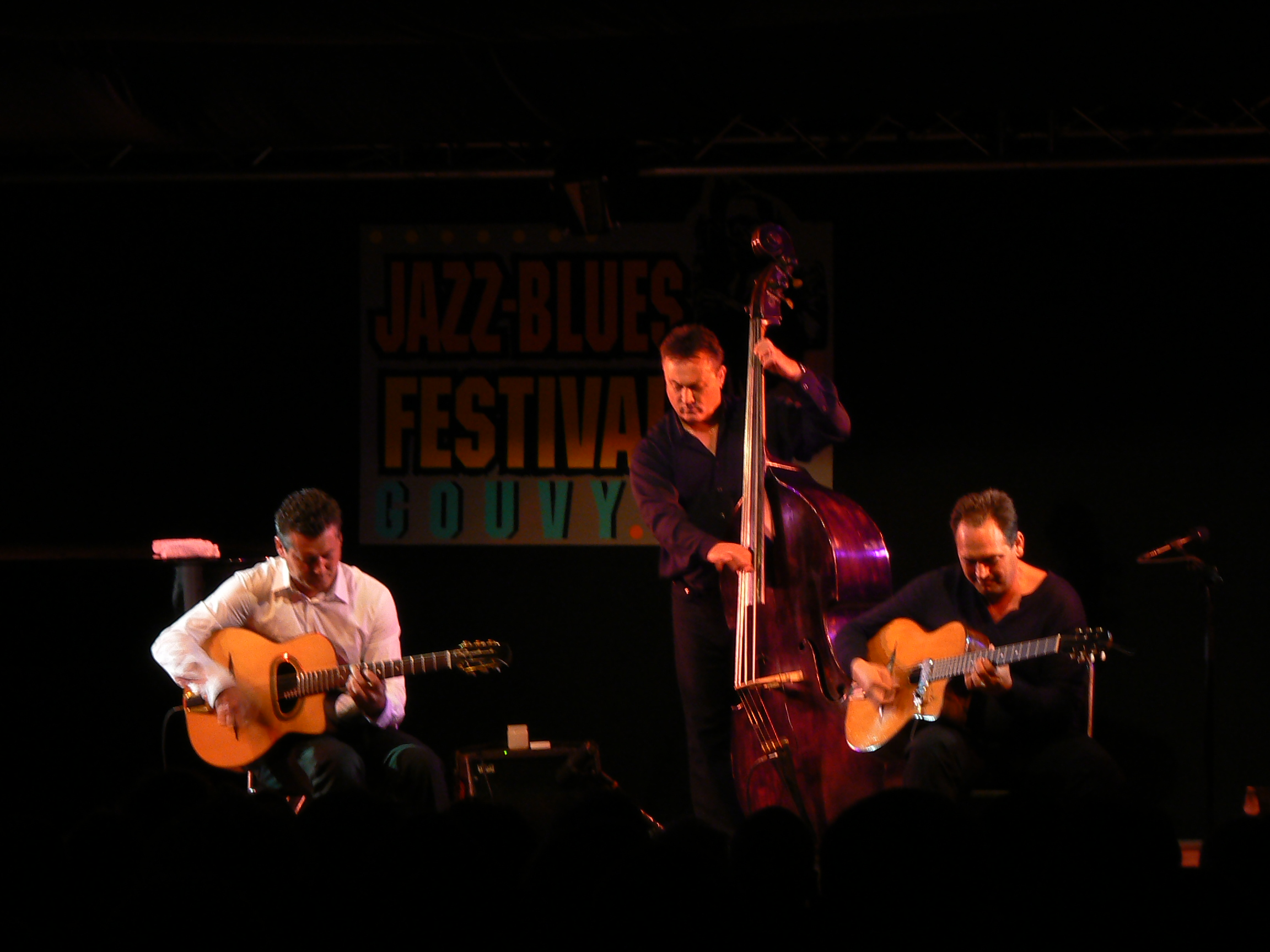
Le trio Rosenberg (Nl) en août 2007

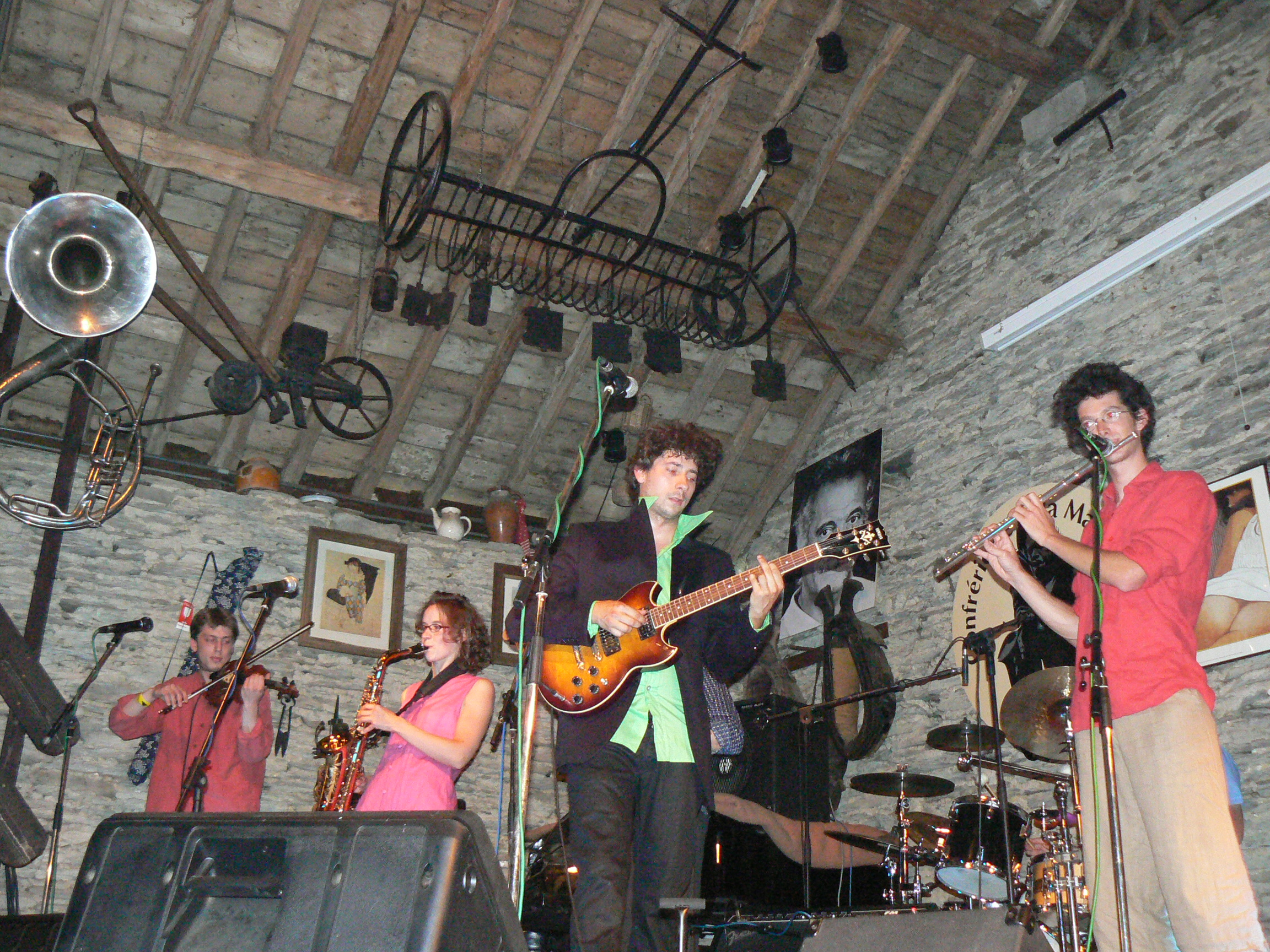
Funk Sinatra (B) dans le club en août 2007

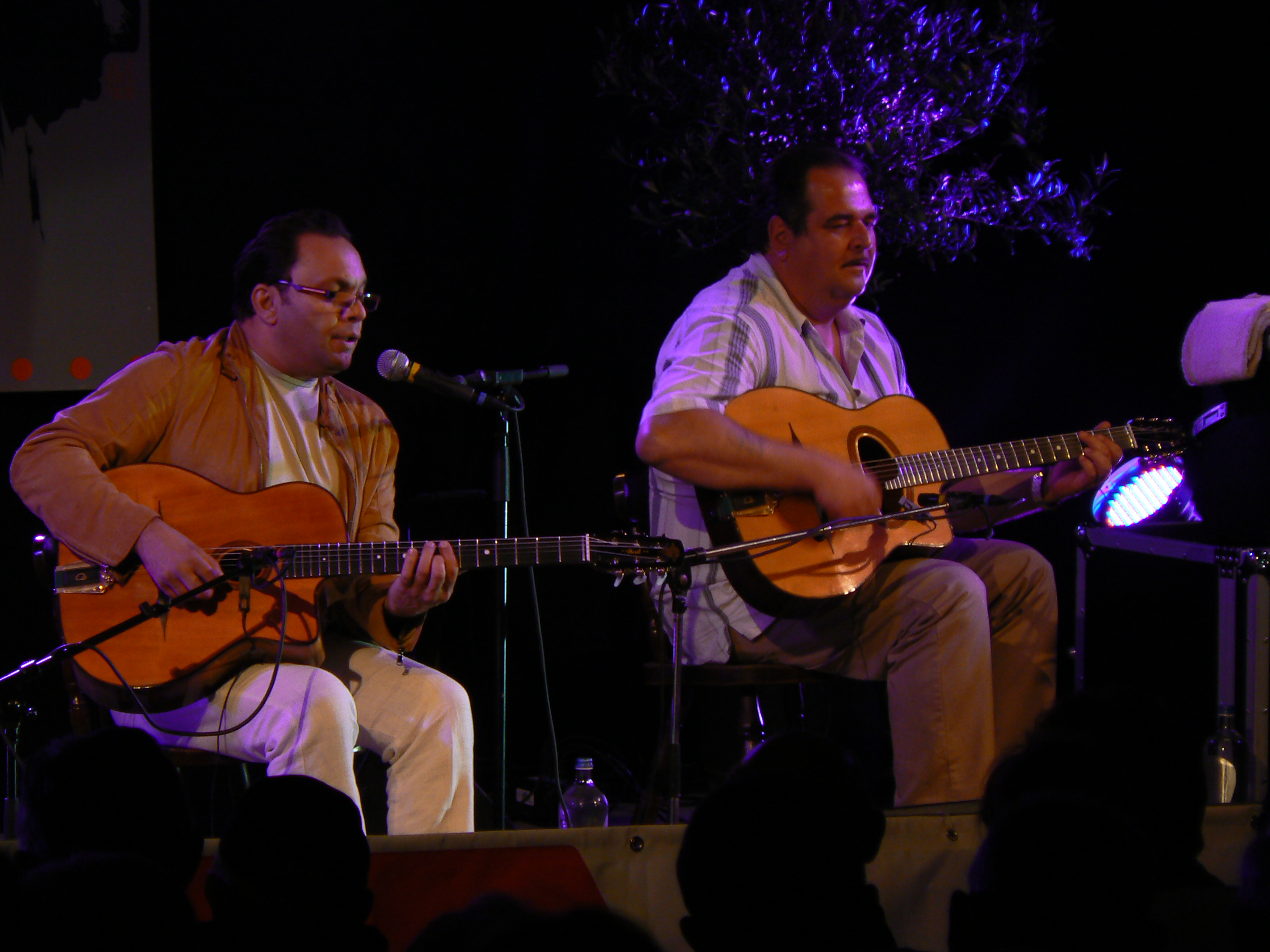
Biréli Lagrène Gipsy Project (F) au Festival en Août 2008

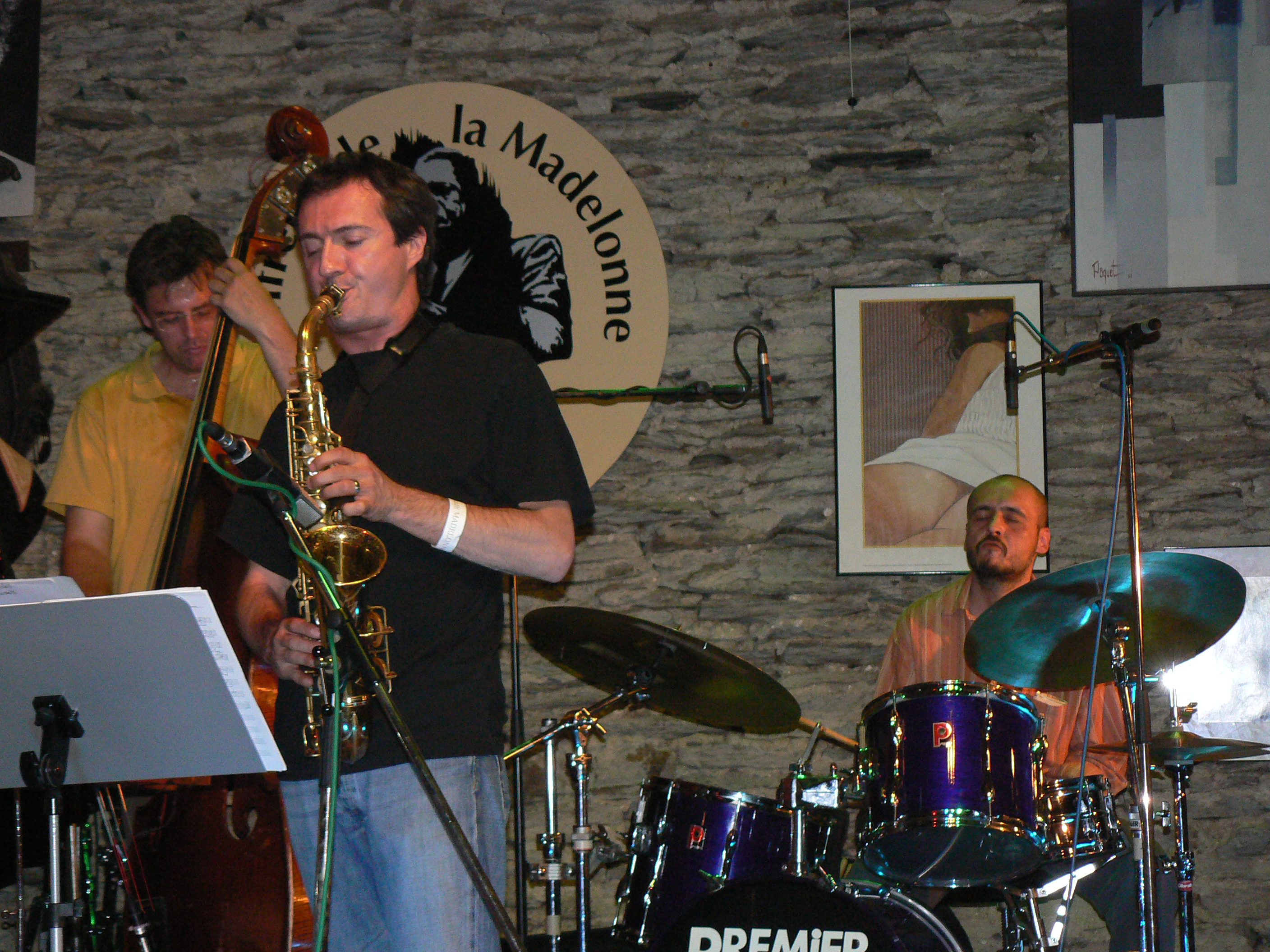
Stéphane Mercier Quartette (B) dans le club en Août 2008

- 5-6 août 1978 : Albert Mangelsdorff, Kai Winding, Wilbur Little, John Thomas Life force, Steve Houben, Jasper van't Hof, Richard Rau, Serge Ghazarian
- 27-28-29 juillet 1979 : The Duke Ellington Orchestra with Mercer, Dizzy Gillespie, Pharoah Sanders, Dexter Gordon, Philippe Catherine, Woody Shaw, Don Cherry, Charlie Haden, Dewey Redman, Ed Blackwell, Al/Stella Levitt

### Années 1980
- 1 & 2 août 1980 : Von & Chico Freeman, Art Blakey & The Jazz Messengers, George Adams, Don Pullen, Dannie Richmond, Art Ensemble of Chicago, Bill Evans, Marc Johnson, Joe LaBarbera, Clark Terry, Mal Waldron, Steve Lacy, Archie Shepp
- 7-8-9 août 1981 : Gunther Hampell, Dannie Richmond last Mingus group, Manu Dibango, Memphis Slim, John Tchicai, Mac Coy Tyner
- 4 & 5 août 1984 : Pirli Zurstrassen, Christian Leroy, Jc Renault, Steve Houben, Charles Loos
- 3 & 4 août 1985 : Michel Herr, Wolgang Engsfeld, Jon Eardley, Jacques Pelzer
- 2 & 3 août 1986 : Garret List, Félix Simtaine, Riccardo Del Fra, Jucas Feireira
- 1 & 2 août 1987 : Michel Dickenscheid, Barney Wilen, Richard Rousselet, Steve Grosman
- 5-6-7 août 1988 : Duško Gojković, Ron Wilson, Woody Shaw, Deborah Brown
- 4-5 août 1989 : Phil Abraham, Dave Pike, Jacques Pirotton, Bob Mover, Bob di Meo, Roger van Haverbeeke, Kurt Van Herck

### Années 1990
- 3-4 août 1990 : Tony Castellano, Bob Mover, Luluk Purwanto, René van Helsdingen, Sal Nistico, Mal Waldron
- 2-3 août 1991 : Art Farmer, Nathalie Loriers, David Kikowski, John Ruocco, Hein van de Geyn, Michel Graillier, Allan Praskin, Archie Shepp, Horace Parlan, Wayne Dockery
- 31 juillet-1er août 1992 : Hein de Yonck, Johnny Griffin, Harold Danko, Tete Montoliu, Clémentine
- 6-7-8 août 1993 : Charlie Mariano, Dave Turner, Idris Muhammad, Steve Grosman, Rejie Johnson, Andréa Pozza, Billy Brooks, Rutger Molenkamp, Ralph Moore, Bert van den Brink, Junior Mance, Bob Pearce (blues)
- 5-6-7 août 1994 : Tom Harrell, Yvan Paduart, Nat Adderley, Gary Thomas (en), en blues : The Hoax, Luther Allison
- 4-5-6 août 1995 : Eric Vloeimans, Rick Margitza, Bob Berg, Thierry Eliez, André Ceccarelli, Stephane Lievestro, Gregg Marvin, Gérard Precenser, Julian Joseph Group et en blues Adrian Burns et Otis Grand
- 2-3-4 août 1996 : Hugo Read, Slide Hampton, Ted Curson, Archie Shepp, Richard Clémens, James Lewis, Steve Mac Greven, Antoine Cirri, Luigi Tessarollo, Pierre Vaiana, Ricky Ford, Walter Bishop, John Betsch, Phil Woods, Cedar Walton, Jimmy Cobb et en blues : BJ Scott, Calvin Owens, Joe Louis Walker
- 1-2-3 août 1997 : Luciano Pagliarini, Antonio Hart, Jack DeJohnette, Don Alias, Michaël Cain, Stéphane Mercier, Erik Vermeulen, Lee Konitz, Johnny Griffin, Riccardo Del Fra, et en blues Fred & the Healers, Dirty Hands, Jim Kahr, Andy J. Forest
- 7-8-9 août 1998 : Manu Hermia, Stéphane Belmondo, Peter King, Hans van Oosterhout, Hein van de Geyn, Bert van den Brink, David Sanchez, Bart Defoort, Sunny Murray, Bobby Few, Enrico Pieranunzi, Lew Tabackin, John Engels et en blues: The Nightporters, Larry Garner, Stan Webb's Chicken shack
- 6-7-8 août 1999 : JP Catoul, Ch Loos, Acoustik Jazz sextet, Charlie Mariano, Ravi Coltrane, Fabrice Alleman, Barbara Dennerlein, Paolo Fresu, Bobby Watson, Dado Moroni et en blues Calvin Jackson, Benoit Blue Boy, Candy Kane, Pau Lamb

### Années 2000
- 4-5-6 août 2000 : Frédéric Delplanck, Scott Hamilton, Ronnie Mathews, Alvin Queen, Walter Booker, Chico Freeman, Fabien Degryse, Ronald Baker, JJ Taïb, Rhoda Scott, Félix Simtaine, Archie Shepp, Carol Cass, Wayne Dockery, Benny Golson, Hein vd Geyn, et en blues Doo the Doo, Memo Gonzalez, Bernard Allison
- 3-4-5 août 2001 : Hervé Czak, Piotr Baron, John Hicks, Victor Lewis, Eddie Henderson, Curtis Lundy, Bert vd Brink, Hein vd Geyn, Hans van Oosterhout, Peter King, Jean Toussaint, Dado Moroni, Roger Vanha, Nigel Hitchcock, Barbara Dennerlein, Enrico Pieranunzi, Rosario Giuliani, Von Freeman, Johnny Griffin, Yvan Paduart, Stefan Lievestro, et en blues Hideaway, BJ Scott, Mr. Morefun, Doctor Feelgood, Canned Heat
- 2-3-4 août 2002 : Jacques Pirotton, Jacques Stotzem, Philip Catherine, Bert vd Brink, Hein vd Geyn, Hans van Oosterhout, Didier Lockwood, Romane, Marc-Michel Le Bevillon, Georges Arvanitas, Gilda Solve, Roger Vanha, D. Doriz, Luc vandenbossche, Charlie Mariano, Daniel Humair, Ali Haurand, Yvan Paduart, Tim Armacost, M. Verderamme, St. Lievestro, Red Holloway, David Murray, Lafayette Gilchrist, Jaribu Shahid, Hamid Drake en Blues Buttnaked, Last Call Blues Band, Tee, Nine Below Zero, Consicence Tranquille (reggae), Lucky Peterson blues sextet.
- 1-2-3 août 2003 : Alexandre Cavalière, Stéphane Martini, Denise Blue, Kenny Wheeler, B. V. Lierde, R. Breuls, Hein v.d. Geyn, Dré Pallemaerts, Bert v.d. Brink, Archie Shepp, Wayne Dockery, Tom McClung, Steve Mc Craven, Benny Bailey, Robert Jeanne, Gilad Atzmon & Orient House Ensemble, Mystère Trio, Toots Thielemans, Ricky Ford, Kirk Lightsey, James Lewis, Doug Sides, Give Buzz Blues Band, Buttnaked, Maxewell Street Blues Band, The Cultivators, Big Dave and Mean Disposition, The Mighty Mo Rodgers Blues Band
- 6-7-8 août 2004 : Pibo Marquez, Ivan Paduart, Richard Galliano, Julien Petit, Charles Loos, Toots Thielemans, Allan Praskin, Ron Wilson, Robert Jeanne, Piet Noordijk, Franco Ambrosetti, Benny Golson, Hein van de Geyn, Bert van de Brink, Hans van Oosterhout, Funk Sinatra, Domgué, Swing 42, Big Dez blues band, Ana Popović, Stan Webb, Ten Years After, The blues drivers, Albert blues band
- 5-6-7 août 2005 : Dubicki/Tripodi quintette, Stéphane Mercier quartette, Swing Dealers, Dorado Schmitt / Alexandre Cavalière Octette, Madeleine Peyroux Quartette, Chico Freeman et Peter King Quintette, Corneille/Roelofs Trio, Buster and the Swing, Poum Tchack, Julian Joseph, Toots Thielemans & The Gouvy Groovy trio, Charlie Parker Legacy band (Jesse Davis, Ronnie Mathews, Ray Drumond, Jimmy Cobb), Buttnaked, Ida Madison & The Coco brothers, Albert Blues band, Dawn Taylor Watson blues Quintet, Texas Blues Revue, Walter Trout and The Radicals, The Pretty Things
- 4-5-6 août 2006 : Jacques Stotzem/André Klénès (B), Yves Teicher trio (B), Poum Tchack (F), Red Holloway quartette (USA/Nl), Francesco Cafiso quartette (I), Sinequa quartette (B), Super Sax Battle (B), Romane/Stochelo Rosenberg (Fr/Nl), James Carter organ trio (USA), Toots Thielemans quartette (B/Nl), Benny Green quartette (USA), Lightnin'bug (B), T.Rogers (H), Michel Krajewski blues quartette (B), Mudzilla Blues sextette (Fr/Nl), Monster Mike welch (USA/Fr), Lucky Peterson sextette (USA), Magic Slim & the Teardrops (USA)
- 3-4-5 août 2007 : The Gabor Bolla quartette (H), le Trio Rosenberg (Nl), Jesse Davis quartette (USA/Nl), Squeeze Me (B), Christophe Astolfi trio (B), Jacques Pirotton trio (B), Tineke Postma quartet (Nl), Mulgrew Miller trio (USA), Jazz Tribe (USA), Funk Sinatra (B), Domgué (B),  Jean-Jacques Milteau acoustic trio (Fr), Ana Popovic & band (Yu/Nl/USA/It), Sax Gordon Blues quartet (USA), Nine Below Zero (UK), YEW-Celtic Rock (B), Mika (B)
- 1-2-3 août 2008 (29e festival) : Renaud Patigny & the Blue Devils avec, en invitée, Alexia Waku (B/RDC), Philip Catherine Trio (B), Biréli Lagrène Gipsy Project (F), Collapse, Comptoir du Désir, Rolling Dominos, Steve Grossman Quartette (USA/Nl), Ann Hampton Callaway trio (USA/CA), Tchavolo Schmitt quartette (F), 4 for Chet (B), Stéphane Mercier Quartette (B), Toine Thys - Chloé Cailleton International Quintet (B/F), Benoît Blue Boy et les tortilleurs (F), Joanne Shaw Taylor blues band (UK), Candye Kane Blues caravan (USA), Albie Donnelly’s Supercharge (UK/D), Les Liberados (B), Chris Watson trio (B), Stinky Lou & the Goon Mat (B), Jimson Weed blues band (B)
- 7-8-9 août 2009 (30e festival) : Pink Turtle, Sylvain Beuf, Frank Agulhon, Denis Leloup, Tom Harrell, Klezmic Zirkus, Yves Teicher, Léon Humblet, JM Fossoul, Piotr Wojtasik, Piotr Baron, Herve Czak, Dmitry Baevsky, Hein van de geyn, Ignasi Terraza, J.Maria Farras, Jesse Davis, JP Derouard, Dimitri Skinadov, Gilad Atzmon, Kenny Barron, Chrystel Wautier, Robert Jeanne, Krzysztof Urbanski et en blues:

Albert Pemmers, Guitar Ray, Sonny Rhodes, RJ Misho, Carvin Jones, Lightnin'Guy, Cisco Herzhaft, K.Pax

### Années 2010
- 6-7-8 août 2010 (31e festival)  : Christian Escoudé quartette (F), Hal Weary Quintet (USA), Phil Woods/Jesse Davis Jazz quintette (USA/NL), Les escargots du dimanche (B), Room 512(B), The Boogie Woogie Jumpers (B), Steve Houben & friends (B), Biel Ballester (E), David Sanchez quartette (USA/NL), Roy Hargrove quintette (USA ), Raf Debacker trio (B), The Swell Rythm Combo, Slava(SL/Fr), Ian Siegal (UK), Shawn Pittman trio (USA), Andy Just (USA), Stan Webb's Chicken Shack (UK), Boney Fields & The bone's Project (USA/FR), Cheap Hot & Blues (B), Hobo Jungle Blues Band (B), Bootlegs (B), Joey Calderazzo, Lou Bennett, Rita Marcotulli, Jimmy Cobb, Leon Parker, Palle Danielson, Leo Mitchell, Alain Jean Marie, Cameron Brown, Yardbirds, Chico Freeman
- 5-6-7 août 2011 (32e festival) : Fabien Mary Quartet (FR), Dmitry Bavesky (US), Raynald Colom quartet (Catalan), China Moses Quintet (US/FR), Momentum Jazz quartet (B), Jean Luc Pappi quartet (B), Michel Mainil quartet, Tricia Evy trio (Fr), Saskia Laroo quintet (NL), Michel Legrand trio (FR), Ricky Ford quartet (USA), The green dolphins (B), The Sidewinders (B), Ivory Druss & His Sharp Keys (B), Kyla Brox Blues band (UK), The Blues Caravan (USA), Sherman Robertson Blues quartette (USA), Bernard Allison blues sextet (USA), Chico & the Mojo (B), Christophe Marquilly blues trio (FR), Lightnin' Guy & the mighty Gators (B)

## Hommages
Claude Lentz en reconnaissance aux grands musiciens qu'ils furent, a rendu hommage sous forme de quatre stèles érigées dans le jardin de la ferme à Jacques Pelzer, saxophoniste de jazz liégeois, à Hein van de Geyn (en), contrebassiste néerlandais, à Henry Vestine, guitariste de Canned Heat qui a donné son dernier concert à la ferme et à Tom Harrell, trompettiste américain.

## La Ferme de la Madelonne

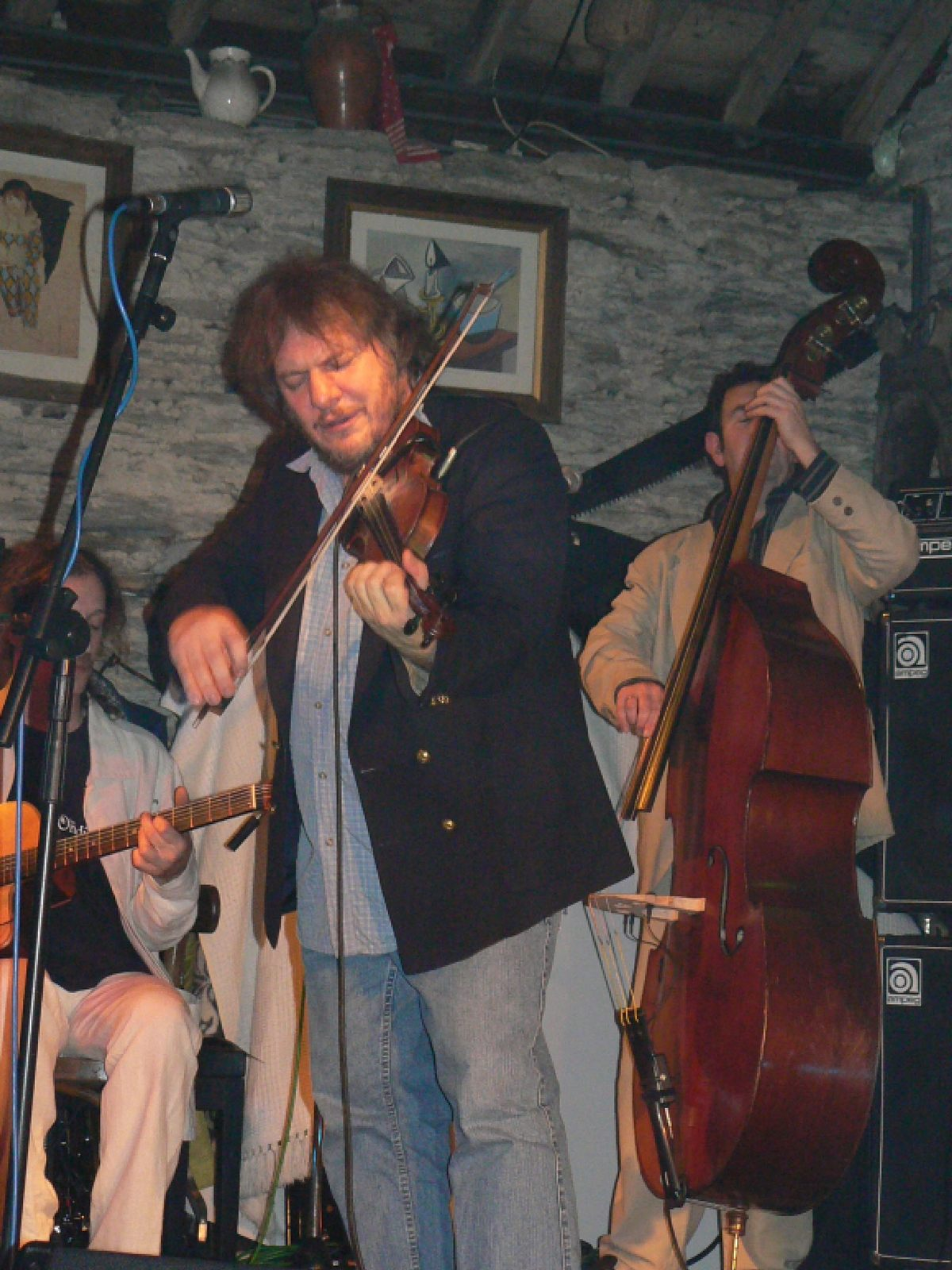
Yves Teicher (B) et le Corda Trio (F), le 20 janvier 2007 à l'occasion des Djangofollies

La Ferme de la Madelonne est avant tout un club de jazz. Tout au long de l'année, sont organisés par Claudy et Benjamin Lentz, des concerts de jazz ou de blues.
Depuis l'automne 2006, Benjamin Lentz organise pendant la 'saison creuse', chaque dimanche, les "Sunday Afternoon sur la Terre". Le principe est d'accueillir un ou deux groupes qui n'auraient pas habituellement accès à une infrastructure de l'envergure de la Ferme de la Madelone. Ces groupes, devant un public réceptif et dans une ambiance sympathique, peuvent parfaire leur expérience de la scène.
La Ferme de la Madelonne participe également à la programmation des "Djangofolies". À cette occasion, à la date de l'anniversaire de la naissance de Django Reinhardt, un concert de jazz manouche est donné dans le club.
La ferme abrite aussi dans ses murs une microbrasserie produisant une bière blonde ambrée de fermentation haute appelée La Madelonne.